# Холкомб, Сайлас Александр
Са́йлас Алекса́ндр Хо́лкомб (англ. Silas Alexander Holcomb; 25 августа 1858 — 25 апреля 1920) — американский политик, 9-й губернатор Небраски.

## Биография
Сайлас Холкомб родился в округе Гибсон, Индиана, в семье Джона Холкомба и Люсинды Ревис Скелтон. В юном возрасте в летнее время он помогал на семейной ферме, а зимой учился в школе. В 1879 году, через год после смерти отца, Холкомб переехал в округ Гамильтон, Небраска, где работал фермером и учителем. Изучив право, он в 1882 году был принят в коллегию адвокатов, а затем основал свою юридическую практику в Брокен-Боу.
В 1891 году Холкомб был избран судьёй 12-го судебного округа, а в ноябре 1894 года — губернатором Небраски (при поддержке Уильяма Брайана). В 1896 году он был переизбран на второй срок. Во время его пребывания в должности был принят закон Шелдона о школьных землях, начаты реформы в системе власти штата и поднята проблема коррупции в казначействе штата.
Холкомб покинул свой пост 5 января 1899 года. С 1900 по 1906 он служил судьёй Верховного суда Небраски, а с 1913 по 1919 год был председателем совета уполномоченных государственных учреждений штата. Из-за слабого здоровья Холкомб вышел в отставку и переехал со своей дочерью в Беллингхем, штат Вашингтон, где жил до своей смерти 25 апреля 1920 года. Его тело было возвращено в Брокен-Боу и захоронено на городском кладбище.
13 апреля 1882 года в округе Милс, Айова, Холкомб женился на Элис Бринсон, у них было трое детей.